# 7 юни
7 юни е 158-ият ден в годината според григорианския календар (159-и през високосна). Остават 207 дни до края на годината.

## Събития
- 1099 г. – Кръстоносците от Първи кръстоносен поход започват петседмична Обсада на Йерусалим.
- 1494 г. – Испания и Португалия подписват под егидата на папата Договора от Тордесиляс, с който си поделят Новия свят.
- 1654 г. – Луи XIV е коронясан за крал на Франция.
- 1879 г. – Високата порта назначава комисия по реформите в европейските вилаети в изпълнение на чл. 23 от Берлинския договор.
- 1901 г. – Светият синод свиква за първи път епархиални събори на свещениците по инициатива на митрополит Натанаил Охридски и Пловдивски и утвърждава типовия им устав на 27 март 1903.
- 1905 г. – Швеция и Норвегия с договор прекратяват съществуването си като обединена държава.
- 1929 г. – Папската държава е възстановена под името Ватикан, след като е ликвидирана през 1870 г.
- 1942 г. – Втора световна война: Приключва Битката при Мидуей.
- 1981 г. – Военновъздушните сили на Израел унищожават иракския ядрен реактор Озирак, за да предотвратят използването му за производство на ядрени оръжия.
- 1982 г. – Грейсленд, имението на Елвис Пресли, отваря врати за посетители.
- 1983 г. – От СССР е изстрелян автоматичен космически апарат Венера 16.
- 1988 г. – Изстрелян е съветския космически апарат Союз ТМ-5, сред чийто екипаж се намира втория български космонавт Александър Александров.
- 1990 г. – провежда се най-масовият в историята на България митинг на „Орлов мост“, който е организиран от новосформирания СДС в навечерието на изборите за Велико народно събрание на 10 юни 1990 г.
- 2004 г. – Открита е Централна автогара София.
- 2008 г. – В Австрия и Швейцария започва Европейското първенство по футбол.
- 2009 г. – В България и в други страни от Европейския съюз се провеждат Избори за Европейси парламент.
- 2019 г. – Американската бой-банда Jonas Brothers издава петия си самостоятелен албум „Happiness Begins“

## Родени
- 1794 г. – Пьотър Чаадаев, руски философ и публицист († 1856 г.)
- 1825 г. – Ричард Блекмор, английски писател († 1900 г.)
- 1838 г. – Виталиано Позели, италиански архитект († 1918 г.)
- 1840 г. – Шарлота Белгийска, императрица на Мексико († 1927 г.)
- 1841 г. – Карл Лемох, руски художник от немски произход († 1910 г.)
- 1848 г. – Пол Гоген, френски живописец, постимпресионист († 1903 г.)
- 1862 г. – Филип Ленард, унгарски физик, Нобелов лауреат († 1947 г.)
- 1868 г. – Чарлс Рени Макинтош, британски архитект († 1928 г.)
- 1872 г. – Александра Фьодоровна, императрица на Русия († 1918 г.)
- 1877 г. – Петър Ацев, български революционер († 1939 г.)
- 1877 г. – Чарлз Гловър Баркла, британски физик, Нобелов лауреат († 1944 г.)
- 1879 г. – Кнуд Расмусен, гренландски антрополог († 1933 г.)
- 1896 г. – Робърт Мъликен, американски физик и химик, Нобелов лауреат († 1986 г.)
- 1896 г. – Имре Над, унгарски политик († 1958 г.)
- 1896 г. – Фьодор Ремезов, съветски военачалник († 1991 г.)
- 1897 г. – Кирил Мерецков, съветски маршал († 1968 г.)
- 1905 г. – Джеймс Брадок, американски боксьор († 1974 г.)
- 1907 г. – Младен Исаев, български поет и писател († 1991 г.)
- 1909 г. – Джесика Тенди, американска актриса († 1994 г.)
- 1917 г. – Дийн Мартин, американски актьор и певец († 1995 г.)
- 1924 г. – Вили Цанков, български театрален и кинорежисьор († 2007 г.)
- 1928 г. – Джеймс Айвъри, американски филмов режисьор
- 1935 г. – Тецухико Асаи, японски каратист († 2006 г.)
- 1940 г. – Том Джоунс, уелски певец
- 1942 г. – Муамар Кадафи, либийски лидер († 2011 г.)
- 1945 г. – Волфганг Шюсел, австрийски политик
- 1952 г. – Лиъм Нийсън, северноирландски актьор
- 1952 г. – Орхан Памук, турски писател, Нобелов лауреат
- 1957 г. – Фред Варгас, френска писателка
- 1958 г. – Принс, американски музикант († 2016 г.)
- 1959 г. – Антим Пехливанов, български футболист
- 1962 г. – Ралица Димитрова, българска актриса и режисьор
- 1963 г. – Александър Праматарски, български политик
- 1964 г. – Джуди Арънсън, американска актриса
- 1966 г. – Златко Янков, български футболист
- 1967 г. – Дейв Наваро, американски китарист
- 1967 г. – Малина, българска попфолк певица
- 1968 г. – Сара Париш, британска актриса
- 1970 г. – Кафу, бразилски футболист
- 1970 г. – Майк Модано, американски хокеист
- 1972 г. – Карл Ърбан, новозеландски актьор
- 1974 г. – Беър Грилс, английски пътешественик
- 1975 г. – Алан Айверсън, американски баскетболист
- 1976 г. – Стефан Стоянов, български сценарист и драматург
- 1976 г. – Некро, американски музикант
- 1981 г. – Анна Курникова, руска тенисистка
- 1988 г. – Екатерина Макарова, руска тенисистка
- 1988 г. – Георги Самандов, български политик и инженер
- 1988 г. – Павлин Кръстев, български политик и инженер
- 1990 г. – Алисън Шмит, американска състезателка по плуване
- 1990 г. – Иги Азалия, австралийска певица и модел
- 1990 г. – Луиза Григорова, българска актриса
- 1993 г. – Джордж Езра, британски поп-певец

## Починали
- 555 г. – Вигилий, римски папа (* неизв.)
- 1329 г. – Робърт I, крал на Шотландия (* 1274 г.)
- 1710 г. – Луиза дьо Ла Валиер, метреса на Луи XIV (* 1644 г.)
- 1799 г. – Виктоар Френска, френска благородничка (* 1733 г.)
- 1840 г. – Фридрих Вилхелм III, крал на Прусия (* 1770 г.)
- 1888 г. – Едмон Льо Бьоф, маршал на Франция (* 1809 г.)
- 1901 г. – Яким Игнатиев, български революционер (* 1870 г.)
- 1903 г. – Иван Стойчев, български офицер (* 1867 г.)
- 1935 г. – Иван Мичурин, руски биолог и селекционер (* 1855 г.)
- 1944 г. – Вълко Димитров, деец на БЗНС, ятак (* 1885 г.)
- 1944 г. – Харалампи Аничкин, български партизанин и антифашист (* 1818 г.)
- 1953 г. – Геза Рохайм, унгарски психоаналитик (* 1891 г.)
- 1953 г. – Димитър Влахов, македонски политически деец и журналист (* 1878 г.)
- 1954 г. – Алън Тюринг, английски математик (* 1912 г.)
- 1965 г. – Джуди Холидей, американска актриса († 1921 г.)
- 1967 г. – Винцас Миколайтис-Путинас, литовски писател (* 1893 г.)
- 1968 г. – Фьодор Токарев, съветски оръжеен конструктор (* 1871 г.)
- 1973 г. – Кристине Лавант, австрийска поетеса, белетристка и художничка (* 1915 г.)
- 1980 г. – Хенри Милър, американски писател (* 1891 г.)
- 1985 г. – Делчо Лулчев, български инженер (* 1935 г.)
- 1992 г. – Димитър Тишин, български писател (* 1913 г.)
- 1995 г. – Софроний Доростолски и Червенски, български духовник (* 1897 г.)
- 1997 г. – Стенли Шахтер, американски психолог (* 1922 г.)
- 2005 г. – Иван Кръстев, български актьор (* 1940 г.)
- 2006 г. – Абу Мусаб ал-Заркауи, йордански терорист (* 1966 г.)
- 2007 г. – Майкъл Хамбъргър, британски преводач (* 1924 г.)
- 2013 г. – Пиер Мороа, френски политик, министър-председател на Франция от 1981 до 1984 (* 1928 г.)

## Празници
Световен ден за безопасност на храните
- Аржентина – Ден на журналиста
- Аржентина и Коста Рика – Ден на физика
- Мексико – Ден на свободата на словото
- Перу – Ден на националното знаме
- Испания – Ден на Републиката
- Киргизстан – Ден на финансовите и икономически работници
- Малта – Ден на мъчениците
- Норвегия – Ден на независимостта